# Перекотиполе

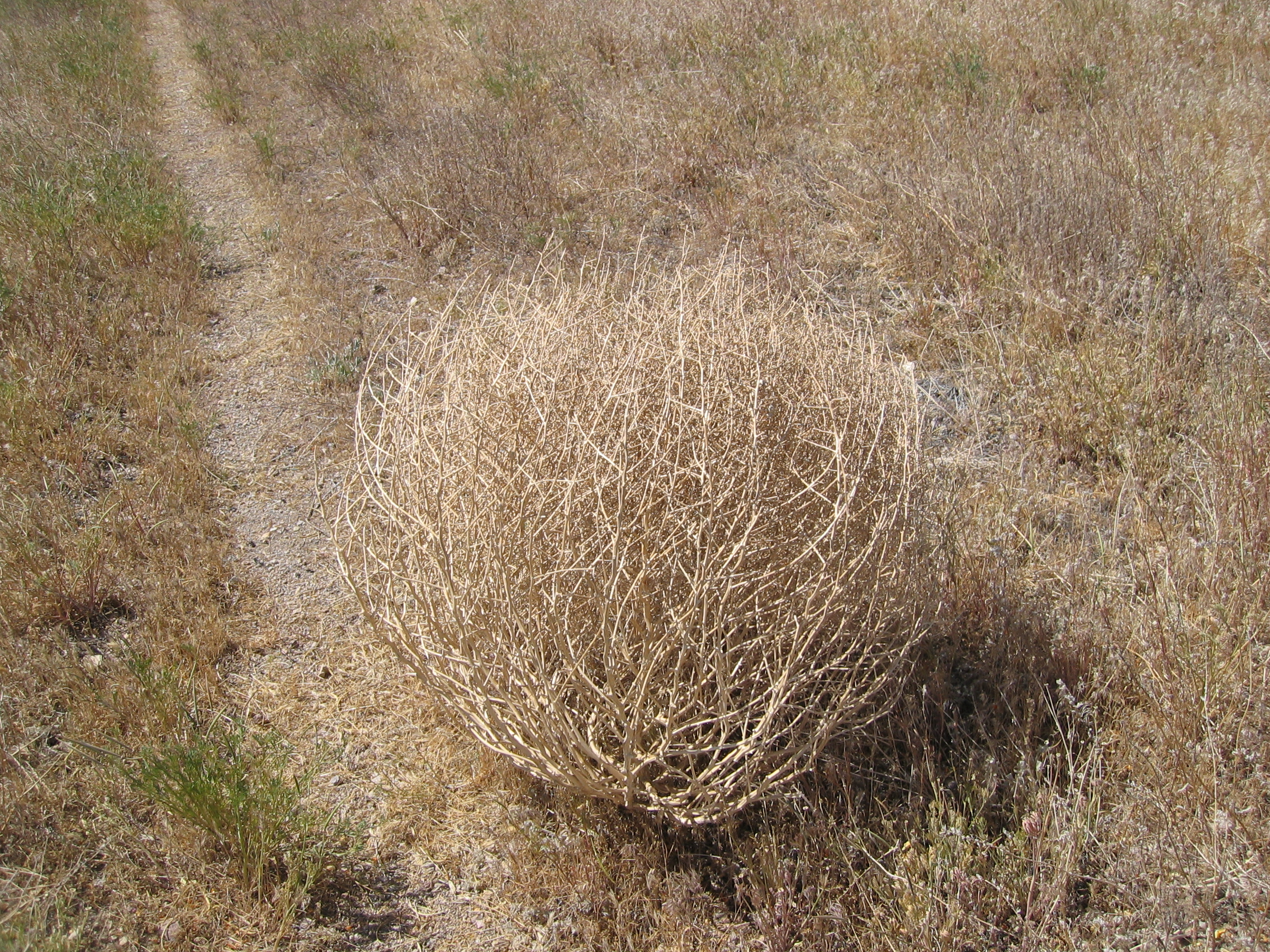
Перекотиполе, утворене травою Kali tragus

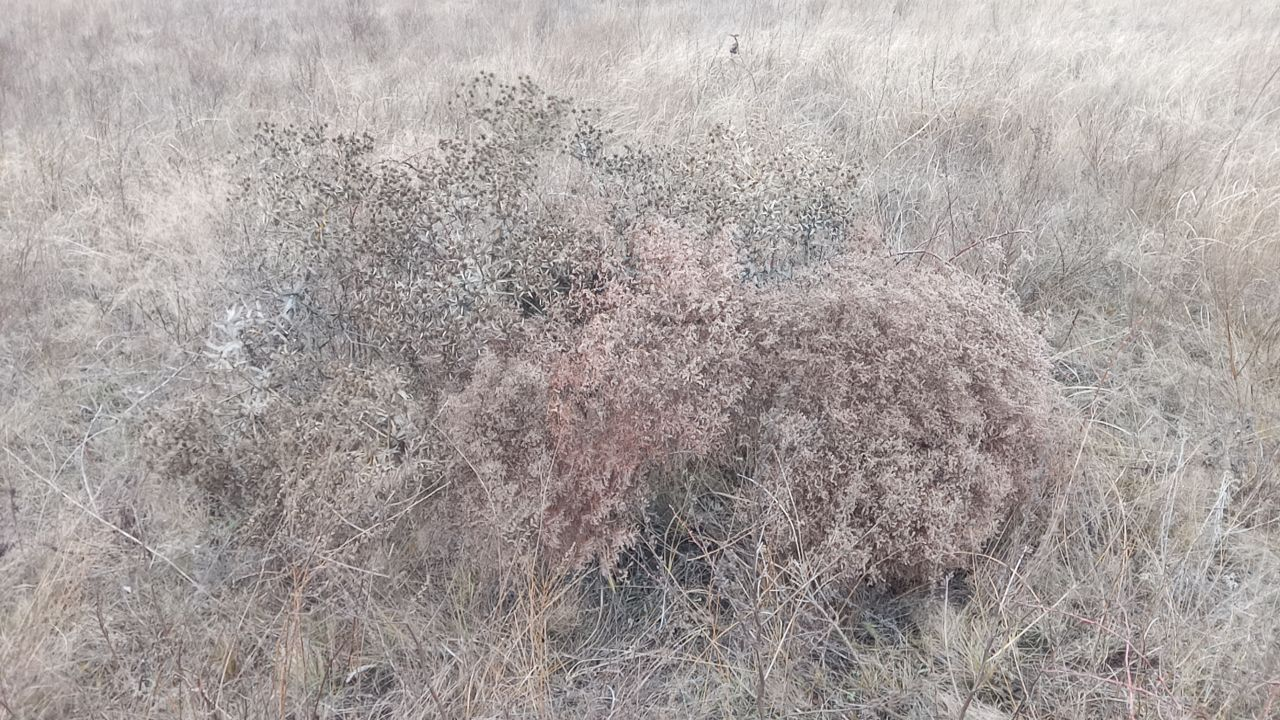
Зібрані перекотиполя від різних видів рослин, що ростуть у Дніпропетровській області. Видно, що навіть у одного виду бувають різні відтінки рослини.

Перекоти́по́ле — назва життєвої форми багатьох видів степових і пустельних трав'янистих рослин, що утворюють після відмирання круглі жмути, які качаються по вітру, розсіюючи насіння. Початок таким утворенням кладуть рослини, що розвивають галузисте, але тонке стебло з розчепіреним гіллям. Восени стебло відмирає та висихає, обламується біля кореня (чи виривається разом з корінням) і переноситься вітром по відкритих просторах. Шляхом стебло захоплює соломинки, гілочки інших чіпких рослин і нарешті скочується в досить велику груду.

## Рослини, що утворюють перекотиполе
Рослини, що утворюють перекотиполе (наук. термін: первольвент):
- Однодольні
  - Холодок лікарський (Asparagus officinalis);
  - Просо волосовидне (Panicum capillare);[4]
- Дводольні:
  - Родина Капустяні — Сухоребрик високий (Sisymbrium altissimum L. = Sinapis sinaipistrum Crantz); катран татарський (Crambe tataria Sebeok);
  - Родина Гвоздикові — Лещиця волотиста (Gypsophila paniculata L.);
  - Родина Лободові — Устели-поле піскове (Ceratocarpus arenarius), Курай поташевий (Salsola kali), Кумарчик пісковий (Agriophyllum arenarium);
  - Родина Зонтичні — Cachrys odontalgica Pall., Миколайчики плоскі (Eryngium planum), Миколайчики польові (Eryngium campestre), Різак (Falcaria Bernh.);
  - Родина Плюмбагові — види роду Кермек (Limonium) і Гоніолімон (Goniolimon), у тому числі Кермек Гмеліна;
  - Родина Глухокропивові — Котяча м'ята дрібноквіткова (Nepeta parviflora M.Bieb.), Чистець візантійський (Stachys byzantina K.Koch), Phlomis herba-venti L.;
  - Родина Айстрові — Відкасник звичайний (Carlina vulgaris L.), Волошка розлога (Centaurea diffusa Lam.), Волошка овеча (Centaurea ovina Pall.)[2];
  - Родина Онагрові — Oenothera deltoides[5].

## Символізм
У переносному значенні «перекотиполе» — «бурлака», «бродяга», той, хто постійно переходить, переїздить з місця на місце або не має визначеного місця у житті. Таке ж переносне значення має і англійська назва цих рослин — tumbleweed. В американській народній музиці й музиці стилю кантрі подібне позначення бурлаки трапляється поряд з rolling stone («котний камінь») і hit the road («бий-шлях»).
Символіку перекотиполя використав Т. Г. Шевченко у поезії «Ми восени таки похожі…» — як образ свого життя в чужій землі:
|  | По долині, по роздоллі Із степу перекотиполе Рудим ягняточком біжить, До річечки собі напитись. А річечка його взяла Та в Дніпр широкий понесла, А Дніпр у море, на край світа Билину море покотило Та й кинуло на чужині... |

## Екологія
Деякі види рослин, що утворюють перекотиполе, можуть серйозно посилити ерозію ґрунтів. Так, згідно з проведеним дослідженням, один кущ Kali tragus може забрати з ґрунту 167 літрів води.
Перекотиполе може являти собою певну небезпеку як одна з причин виникнення степових пожеж, оскільки жмут засохлої трави, занесений вітром у багаття, перетворюється на вогняний смолоскип, що стрімко розносить вогонь. З огляду на те слід додержуватися запобіжних заходів під час розведення багать у степу, не залишати вогонь без нагляду.